# بلاگیلو
بلاگیلو (به انگلیسی: Blogilo) یک نرم‌افزار رومیزی برای ارسال و مدیریت مطالب وبلاگ است. این برنامه برای محیط میزکار کی‌دی‌ای نوشته شده و تحت مجوز GPL قرار گرفته است. توسعه دهندگان این نرم‌افزار مهرداد مؤمنی و گلناز نیلیه هستند.

## ویژگی‌های کنونی
- یک ویرایش‌گر WYSIWYG با امکانات کامل + یک ویرایش‌گر HTML
- پیش‌نمایش پست‌تان در قالب وبلاگ‌تان! مانند زمانی‌که آن را در وبلاگ‌تان بازدید می‌کنید
- پشتیبانی از رابط‌های Blogger1.0, MetaWeblog, MovableType (وردپرس تمام این‌ها را پشتیبانی می‌کند!) و Google GData (استفاده شده در وبلاگ‌های Blogspot.com)
- پشتیبانی از ایجاد/ویرایش/حذف پست‌ها
- پشتیبانی از ساخت پیش‌نویس‌ها و پست‌های زمان‌بندی شده
- پشتیبانی از بارگذاری پرونده‌های چندرسانه‌ای به وبلاگ‌تان (تنها برای رابط‌های پشتیبانی‌شده، مانند MetaWeblog و MovableType)
- پشتیبانی از دریافت ورودی‌های اخیر وبلاگ‌تان
- پشتیبانی از افزودن تصویر به پست از سیستم‌تان. هنگام ارسال پست به وبلاگ‌تان آن‌ها را بارگذاری می‌کند (تنها در رابط‌های پشتیبانی‌شده، مانند MetaWeblog و MovableType)
- پشتیبانی از ذخیرهٔ پست‌های محلی قبل از ارسال
- ذخیرهٔ کپی نوشته در فاصله‌های قابل پیکربندی برای جلوگیری از از دست‌دادن داده‌ها
- غلط‌گیر املایی درونی خودکار (از غلط‌گیر املایی کی‌دی‌ای استفاده شده است، بنابراین بیش‌تر زبان‌ها پشتیبانی شده‌اند)